# TAI Martı
TAI Martı (тур. Чайка) — турецький безпілотний літальний апарат (БПЛА). Розробник і виробник  — компанія Turkish Aerospace Industries (TAI).

## Загальні відомості
Перший політ відбувся в 2003 році. Корпус планера виготовлений з композитних матеріалів. Дрон приводиться в рух 2-циліндровим 2-тактним бензиновим двигуном типу OS MAX 46 FXi німецької компанії Graupner GmbH з потужністю 1,7 к.с., або японським Zenoah G38 з потужністю 2,2 к.с.
TAI Martı оснащений оптичною камерою та інфрачервоною камерою, що дозволяє експлуатувати дрон, як в денний час, так і в нічний. Навігація і супровід здійснюється повністю автономно на основі інтегрованої навігаційної системи INS/GPS. Зліт може бути здійснений звичайним способом, або за допомогою катапульти, приземлення на шасі або за допомогою парашута.
Має просту конструкцію, не дивлячись на це TAI Marti володіє широкою функціональністю, наприклад, може застосовуватися для виконання завдань пов'язаних з розвідкою місцевості, для проведення аерофотозйомки і здійснення патрульних робіт, а також використовуватися в якості навчального засобу для майбутніх операторів БПЛА.
У 2004 році TAI Martı успішно пройшов випробування по зйомці аерофотознімків, що призвело до заміни старої пошукової системи повітряними кулями.

## Технічні характеристики

### Загальні характеристики
- Довжина: 1,2 м
- Розмах крила: 2,0 м
- Вага порожнього: 9 кг
- Максимальна злітна вага: 12 кг
- Силова установка: 1 × OS MAX 46 FXi або Zenoah G38 2-циліндровий двотактний двигун

### Льотні характеристики
- Максимальна швидкість: 100 км / год
- Максимальна тривалість польоту: 1 година
- Практична стеля: 900 м[1]